# Puszcza Borecka
Puszcza Borecka (Duits: Borkener Forst) is een natuurgebied dat sinds 2004 deel uitmaakt van het netwerk van Natura 2000-gebieden van de Europese Unie. Het gebied valt onder de Vogelrichtlijn en geldt als een Speciale Beschermingszone (SBZ) voor vogels. Het is een van de wildste gebieden binnen het woiwodschap Ermland-Mazurië en heeft een oppervlakte van 189,63 km².

## Biotoop
Het heuvelachtige gebied in het oosten van het Mazurisch Merenplateau bestaat voor ca. 92% uit bos en is gelegen op een met leem vermengde zandbodem. Ook zijn er moerasachtige depressies, venen en stromen er kleine beken door het gebied. In het zuidoosten van het gebied liggen enkele grote meren. Łaźno (561 ha.), Szwałk Wielki (216 ha.) en Litygajno (162 ha.) zijn daarvan de grootste meren.

## Flora en fauna
De bossen bestaan uit haagbeuken (Carpinus betulus), zomereiken (Quercus robur), winterlindes (Tilia cordata), es (Fraxinus excelsior), zwarte els (Alnus glutinosa), Noorse esdoorn (Acer platanoides), zachte berk (Betula pubescens) en fijnspar (Picea abies). Daarnaast vindt zijn er ongeveer 300 vaatplanten en 90 korstmossen vastgesteld.
Puszcza Borecka herbergt ook een groot aantal zoogdieren. De meest opmerkelijke soorten zijn het eland (Alces alces), boommarter (Martes martes), bever (Castor fiber), otter (Lutra lutra), Euraziatische lynx (Lynx lynx), wolf (Canis lupus) en de in 1971 geherintroduceerde wisent (Bison bonasus). Er leven bovendien 25 vogelsoorten die onder Annex I van de Vogelrichtlijn vallen. Hieronder bevinden zich het hazelhoen (Tetrastes bonasia), schreeuwarend (Clanga pomarina), kwartelkoning (Crex crex), drieteenspecht (Picoides tridactylus), grijskopspecht (Picus canus), grauwe klauwier (Lanius collurio), withalsvliegenvanger (Ficedula albicollis) en kleine vliegenvanger (Ficedula parva).

## Afbeeldingen

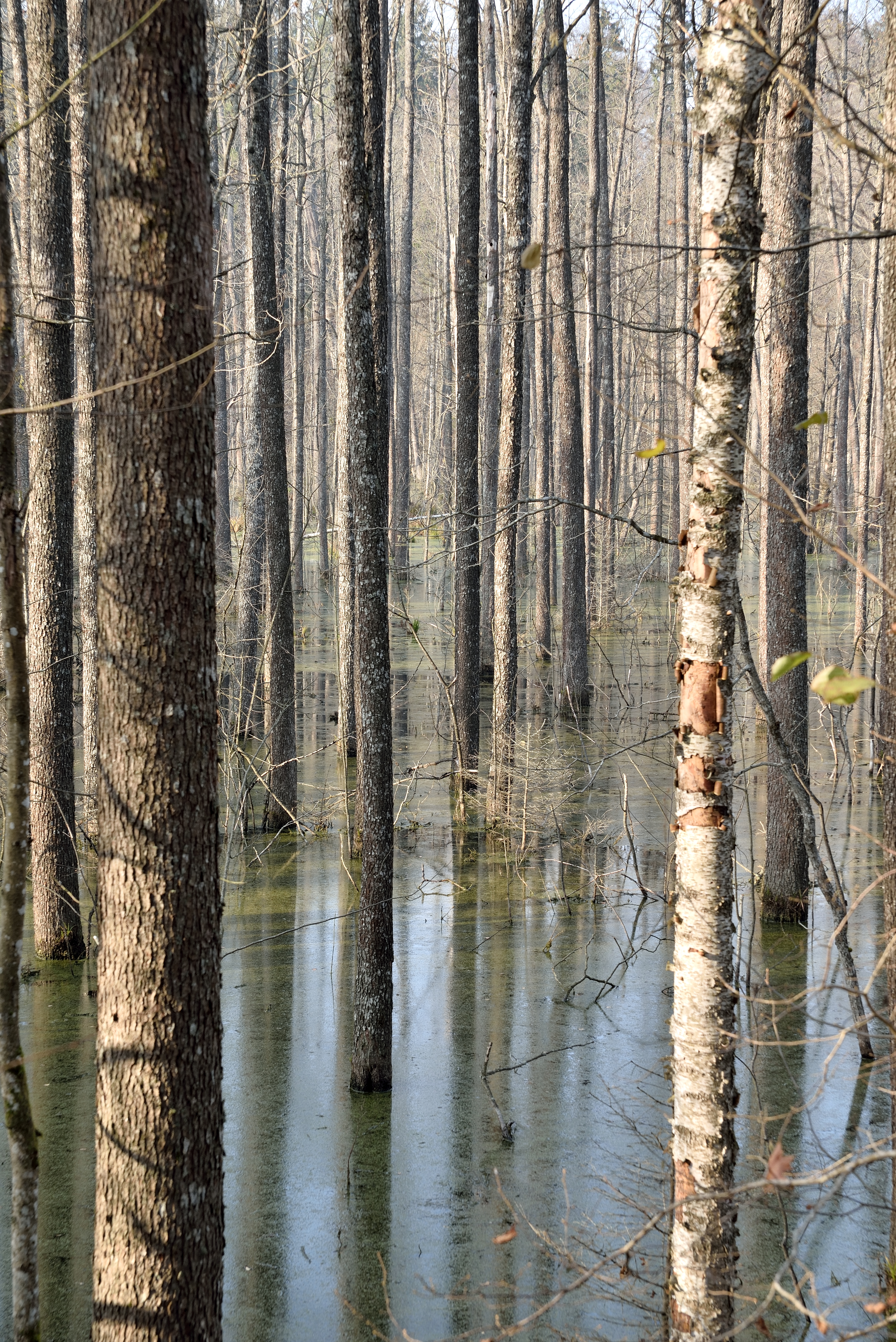
Moerasbos in Puszcza Borecka.